# William Howley
William Howley (1766-1848) est un ecclésiastique britannique, évêque de Londres, puis quatre-vingt-dixième archevêque de Cantorbéry. En 1831, il couronne Guillaume IV du Royaume-Uni.
Il préside la cérémonie de couronnement de la reine Victoria le 28 juin 1838.